# Crecchio
Crecchio község (comune) Olaszország Abruzzo régiójában, Chieti megyében.

## Fekvése
A megye északnyugati részén fekszik. Határai: Arielli, Canosa Sannita, Frisa, Ortona, Poggiofiorito és Tollo.

## Története
Első írásos említése a 11. századból származik, noha régészeti leletek tanúsága szerint a város eredete a római időkre vezethető vissza. A következő századokban nemesi birtok volt. Önállóságát a 19. század elején nyerte el, amikor a Nápolyi Királyságban felszámolták a feudalizmust.

## Népessége
A népesség számának alakulása:

## Főbb látnivalói
- a középkori Castello
- az Etruszk-Bizánci Múzeum